# Eucelatoria cingulatus
Eucelatoria cingulatus là một loài ruồi trong họ Tachinidae.